# Station Preda
Het station van Preda is een spoorwegstation gelegen langs de Albulabahn tussen Chur en Sankt Moritz. Preda is een gehucht in de plaats Bergün in het kanton Graubünden nabij het noordelijke tunnelportaal van de Albulatunnel.